# Complejo mayor de histocompatibilidad de clase I

Representación esquemática del CMH de clase I

Las moléculas CMH de clase I son unas de las dos clases primarias de complejos mayores de histocompatibilidad, (las otras son las CMH de clase II). Se encuentran prácticamente en todas las células nucleadas del organismo. Su función es la de presentar fragmentos de proteínas producidas en el interior de las células, a los linfocitos T. Las células sanas son toleradas, pero las células que presentan fragmentos de proteínas que resultan extrañas para el organismo son atacadas por el sistema inmune.
Debido a que los CMH de clase I presentan péptidos derivados de proteínas citosólicas, la vía de presentación de CMH I con frecuencia se denomina vía citosólica o vía endógena.

## Función
Las moléculas CMH de clase I fijan péptidos generados principalmente a partir de la degradación de proteínas citosólicas, llevada a cabo por los proteosomas. El complejo CMH I--péptido luego se inserta en la membrana plasmática de la célula. El péptido se encuentra unido a la porción extracelular de la molécula de CMH I. Por lo tanto la función de las moléculas CMH I es la de presentar fragmentos de proteínas intracelulares a los linfocitos T citotóxicos. Sin embargo, los CMH I también pueden presentar péptidos generados a partir de proteínas exógenas, en un proceso conocido como presentación cruzada.
Una célula normal, sólo presentará encajados en sus CMH I unos péptidos derivados de sus propias proteínas normales; y en consecuencia los linfocitos T no se verán activados debido a mecanismos de tolerancia centrales y periféricos. Pero cuando una célula expresa proteínas extrañas, por ejemplo tras una infección viral; una fracción de sus CMH I presentarán péptidos derivados de estas proteínas en su superficie. Como resultado, los linfocitos T citotóxicos que resulten específicos para ese complejo CMH I:péptido reconocerán a la célula y la destruirán. 
Alternativamente, los CMH I por sí solos pueden servir como un ligando inhibitorio natural para las células NK. Una reducción en los niveles normales de moléculas CMH I en la superficie de las células, un mecanismo de camuflaje habitual utilizado por algunos virus y células tumorales, puede causar la activación de las células NK, las cuales literalmente asesinan a la célula blanco.

## Estructura
Las moléculas CMH I se encuentran formadas por dos cadenas polipeptídicas, α y β2-microglobulina (B2M). Las dos cadenas se encuentran unidas en forma no covalente por la interacción entre los dominios b2m y α3. Sólo la cadena α presenta polimorfismo y se encuentra codificada por el gen HLA, mientras que la subunidad b2m no presenta polimorfismo y se encuentra codificada por el gen de la Beta-2 microglobulina. El dominio α3 es un dominio transmembrana y es capaz de interactuar con el coreceptor CD8 de los linfocitos T. Los dominios α1 y α2 se pliegan para formar una ranura donde se encajan los péptidos a ser presentados. Las moléculas CMH de clase I ligan a péptidos que tienen entre 8 y 10 aminoácidos de longitud.

## Producción

Diagrama simplificado de la degradación citoplasmática llevada a cabo por el proteosoma, transporte al retículo endoplasmático por el complejo TAP, carga del péptido en el CMH I, y transporte a la superficie para su presentación.

Los péptidos se producen principalmente en el citosol por la acción del complejo proteosoma. El proteosoma es una macromolécula que se encuentra formada por 28 subunidades, de las cuales la mitad presentan actividad proteolítica. El proteosoma degrada a las proteínas intracelulares para formar pequeños péptidos que luego son liberados al citosol. Estos péptidos tienen que ser translocados del citosol al interior del retículo endoplasmático (RE), para poder reunirse con las moléculas de CMH I que en ese momento presentan su sitio de unión apuntando hacia el lumen del RE.

## Translocación y carga del péptido
La translocación del péptido desde el citosol al lumen del retículo endoplasmático la lleva a cabo un transportador asociado al procesamiento de antígeno (TAP). El TAP es un miembro de la familia del transportador ABC y es una proteína heterodimérica transmembrana que consta de dos subunidades TAP1 y TAP2. Estas dos subunidades forman un sitio de unión al péptido y dos sitios de unión al ATP que apuntan hacia el citosol. El TAP fija a los péptidos en su sitio citoplasmático y los transloca al lumen del RE con consumo de ATP. Luego de esto se produce la carga de la molécula CMH I en el lumen del RE.
El proceso de carga del péptido implica la intervención de otras moléculas que forman un gran complejo multimérico compuesto por TAP, tapasina, calreticulina, calnexina, y Erp57. La calnexina actúa estabilizando las cadenas α del CMH de clase I antes de que se una a ellas la β2 microglobulina. Después de que se completa el ensamblaje de la molécula de CMH, se disocia la calnexina. Cuando la molécula de CMH no se encuentra unida a un péptido resulta inherentemente inestable y requiere de la unión de las proteínas chaperonas calreticulina y Erp57. Adicionalmente la tapasina se une a la molécula de CMH y sirve para mantenerla unida a las proteínas TAP, facilitando de este modo la carga del péptido y la colocalización.
Una vez que el péptido es cargado en la molécula CMH I, el complejo se disocia y abandona el retículo endoplasmático utilizando la vía secretoria (RE-vesículas-Golgi-vesículas-membrana) hasta llegar a la superficie celular. El transporte de la molécula CMH de clase I por la vía secretoria implica varias modificaciones postraduccionales sobre la misma. Algunas de estas modificaciones tienen lugar en el RE y suponen cambios en las regiones N-glicano de la proteína (parte glucídica), seguidos de grandes cambios en los N-glicanos en el aparato de Golgi. Aquí los N-glicanos maduran completamente antes de alcanzar la superficie celular.

## Remoción del péptido
Los péptidos que no consiguen unirse a las moléculas de CMH I en el lumen del retículo endoplasmático, son evacuados del RE por medio del canal sec61 y pasan al citosol, donde pueden ser sometidos a un nuevo recorte de tamaño, para ser finalmente traslocados al interior del RE por la TAP, donde intentarán nuevamente unirse a las moléculas de CMH I.
Por ejemplo, se ha observado una interacción del sec61 con albúmina bovina.

## Efecto de los virus
Las moléculas de CMH I se cargan con péptidos generados en los proteosomas por la degradación de proteínas citosólicas ubiquitinadas. Como los virus inducen la expresión celular de proteínas virales, algunos de estos productos son marcados para la degradación, y los fragmentos de péptidos resultantes entran en el retículo endoplasmático y se unen a las moléculas CMH I. De esta manera, por medio de la vía llamada de presentación de antígenos dependiente de CMH I, la célula infectada indica a las células T que está produciendo proteínas anormales como resultado de la infección.
El destino de la célula infectada por virus es casi siempre la inducción de la apoptosis por medio del mecanismo de inmunidad mediada por células, mecanismo que no provoca la ruptura de la membrana celular sino hasta que todos los ácidos nucleicos han sido degradados, lo que disminuye el riesgo de infección para las células vecinas. Como respuesta evolutiva a este método de vigilancia inmunitaria, muchos virus pueden regular a la baja la expresión del CMH I o impedir de algún otro modo la presentación de estas moléculas en la superficie celular a los linfocitos T citotóxicos. Otra línea de defensa ante esta situación la constituyen las células NK. A diferencia de los linfocitos T citotóxicos, las células asesinas naturales (NK) normalmente resultan inactivadas cuando reconocen a las moléculas CMH I en la superficie de las células. Por lo tanto, en ausencia de moléculas CMH I, las células NK se activan y reconocen a la célula como aberrante, o como víctima de un virus que está intentado evadir la respuesta inmune. En varios tipos de cánceres humanos también se observa una regulación a la baja en el CMH I, lo que le otorga a las células transformadas la misma ventaja evolutiva para poder evitar la vigilancia inmunitaria normal que destruiría cualquier otra célula infectada o transformada.

## Genes e isotipos
- Altamente polimórficos
  - HGNC HLA-A  (HLA-A)
  - HGNC HLA-B  (HLA-B)
  - HGNC HLA-C  (HLA-C)

- Menos polimórficos
  - HGNC HLA-E  (HLA-E)
  - HGNC HLA-F  (HLA-F)
  - HGNC HLA-G  (HLA-G)
  - HGNC HLA-K 
  - HGNC HLA-L